# Camin du Havre
Le camin ou camin du Havre est un canot de la région du Havre utilisé pour la petite pêche, puis pour la plaisance. C'est une embarcation de type voile-aviron avec un gréement au tiers en bourcet-malet.
La construction de ce canot se perpétue en s'inspirant des plans de la Jeannette, construit au Havre en 1878 par Abel Lemarchand. Les plans ont été modifiés par Marcel Debêque et édité par le magazine Chasse-marée, instigateur de divers concours de construction d'anciens bateaux en réplique du patrimoine maritime.
Quelques camins qui naviguent :
- Jeannette[1], construit à Honfleur par le chantier Maitairie en 1919,
- L'Avenir[2] construit en 1989-90 aux Ateliers de l'Enfer sur plan de Marcel Debêque,
- La Jeannette[3] construite en 1990 au Conservatoire Maritime du Havre sur plan de 1878, d'Abel Lemarchand,
- La Belle Hélène[4].
- La Moinette[5], construite en 2017 a Skol ar Mor, Mesquer, sur les plans de La Jeanette.